# Marcin Krokier
Marcin Krokier (ur. ok. 1505 w Garbarach, zm. 2 kwietnia 1569 w Krakowie) – doktor prawa, siedmiokrotny rektor Akademii Krakowskiej.

## Życiorys
Pochodził z rodziny mieszczańskiej z Garbar, był synem Stanisława i Urszuli. W 1517 zapisał się na Akademię Krakowską w 1520 został bakałarzem sztuk wyzwolonych, a w 1527 magistrem. Wykładał na Wydziale Filozoficznym studiując jednocześnie prawo. W 1530 był bakałarzem prawa, a doktorat uzyskał pod kierunkiem Marcina Bełzy w 1534. W latach 1527–1534 był rektorem szkoły przy kościele Mariackim. w 1536 utrzymywał się z udzielania porad prawnych, w 1537 otrzymał probostwo w Liszkach. W 1538 był asesorem w konsystorzu krakowskim. Od grudnia 1540 do lutego 1542 był seniorem Bursy Prawników. 15 lutego 1542 otrzymał prebendę w kościele św. Marii Magdaleny. W sierpniu 1544 wyjechał na 2 lata do Włoch celem dalszego doskonalenia umiejętności prawniczych. W 1549 został za zgodą króla Zygmunta Augusta kanclerzem biskupa łuckiego Waleriana Protasewicza. W latach 1554–1556 pracował jako audytor Stanisława Slomowskiego W październiku 1558 został wybrany po raz pierwszy na funkcję rektora uczelni rządy sprawował przez trzy kolejne kadencje, potem wybierany był jeszcze na tę funkcję czterokrotnie. Jako rektor podjął próbę zaostrzenia i egzekwowania dyscypliny wśród profesorów zaniedbujących swoje obowiązki, nałożył także kary na studentów nienocujących w bursach lub wracających po zamknięciu bram. w 1559 wprowadził stałą pensję dla rektorów. Przez rok od 6 kwietnia 1568 był proboszczem w Luborzycy a wcześniej w lutym 1567 otrzymał kanonię kapituły we Wrocławiu i Głogowie. W swoim testamencie zawarł plan reformy życia uniwersyteckiego wykładowców oraz zapisał 1400 zł dla Kollegium Prawniczego.